# Ruptura de disulfuros de Zincke
La ruptura de disulfuros de Zincke es una reacción química orgánica descripta por primera vez por Theodor Zincke en el año 1911.
La reacción se produce en disulfuros de diarilo, tiofenoles y aril bencil sulfuros. La ruptura del compuesto sulfurado se produce con dicloro (Cl2) o dibromo (Br2).

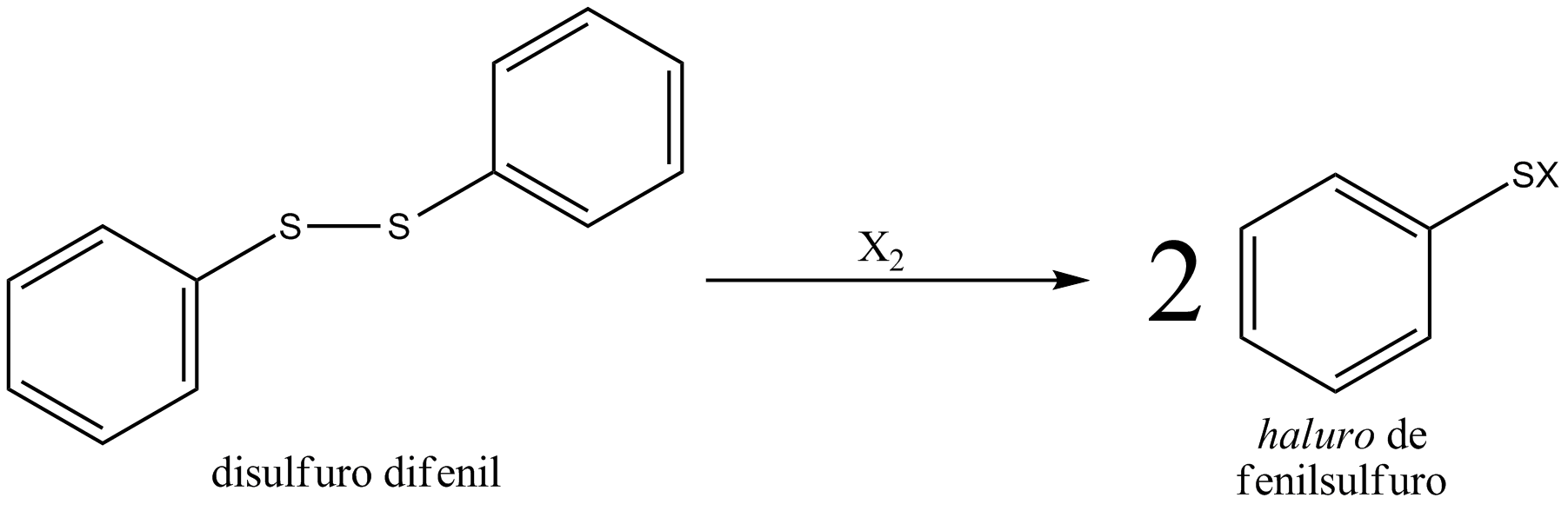
Ruptura de disulfuros de Zincke.

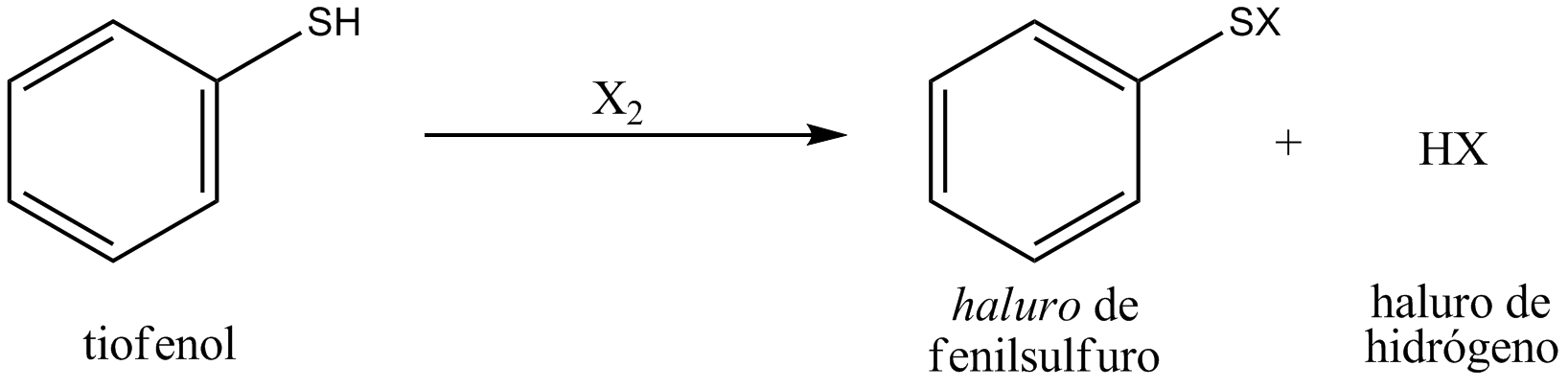
Ruptura de disulfuros de Zincke.

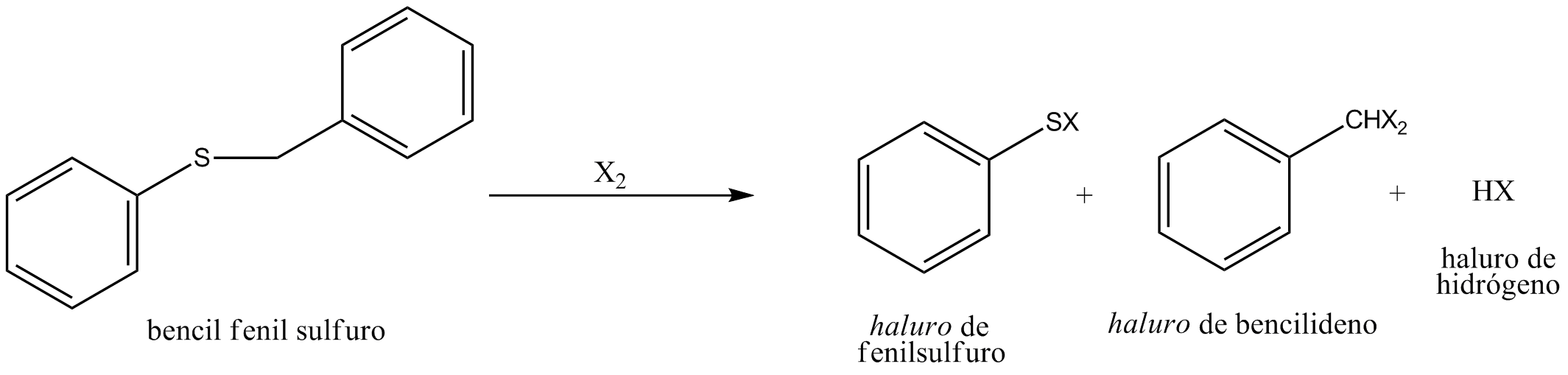
Ruptura de disulfuros de Zincke.